# Пурно
Пурно — пресноводное озеро на территории Юшкозерского сельского поселения Калевальского района Республики Карелии.

## Общие сведения
Площадь озера — 2,1 км², площадь водосборного бассейна — 30 км². Располагается на высоте 131,7 метров над уровнем моря.
Форма озера продолговатая: оно вытянуто с северо-запада на юго-восток. Берега каменисто-песчаные.
Через озеро течёт безымянный водоток, который, протекая ниже через озёра Пиэжунги и Суола, впадает по правому берегу в реку Кепу. Кепа, в свою очередь, впадает в озеро Кулянъярви, через которое протекает река Кемь.
Ближе к юго-западному берегу озера расположен относительно крупный (по масштабам водоёма) остров без названия.
Вдоль северо-восточного берега озера проходит лесовозная дорога.
Код объекта в государственном водном реестре — 02020000911102000005865.